# 孝懿皇后 (金朝)
徒单夫人（1147年—1191年），中国金朝追尊显宗皇帝完颜允恭的夫人，金章宗完颜璟的母亲。
曾祖徒单抄、祖父徒单婆卢火、父徒单贞都是金朝重臣。徒单贞娶辽王完顏宗幹女梁国公主，为驸马都尉，赠太师、广平郡王。
皇统七年（1147年），徒单夫人生在辽阳。徒单贞原是海陵王完颜亮的大臣，金世宗继位後，依然重用他，以他的女儿作为儿媳（太子妃）。完颜璟出生后，金世宗非常高兴。后来太子完颜允恭死在金世宗之前，金世宗以完颜璟为皇太孙。金世宗死后，完颜璟继位，是为章宗，尊母亲为皇太后，将她居住仁寿宫改为隆庆宫。徒单太后漢學素養深厚，喜欢读《诗经》、《尚书》、《老子》、《庄子》。明昌二年（1191年）正月，四十五岁去世。谥号孝懿，祔葬裕陵。
宋朝人周密指出，金章宗的生母是宋徽宗某位公主的女儿。

## 延伸阅读
[在维基数据编辑]
 《金史·卷64》，出自脱脱《遼史》